# Lieu d'origine (Suisse)
Pour les articles homonymes, voir Lieu d'origine.

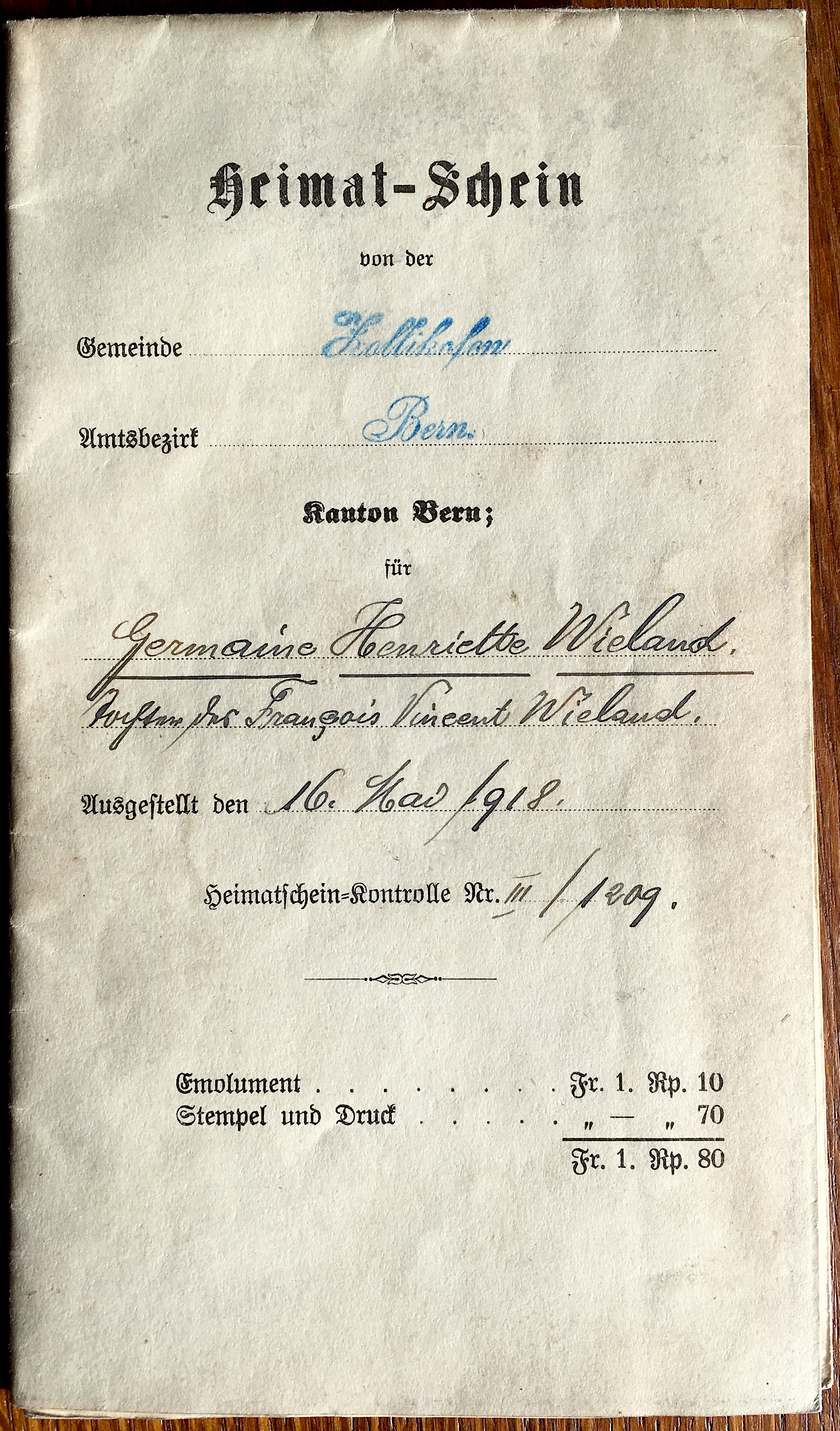
Recto d'un acte d'origine (Heimatschein) de Berne de 1918.

Le lieu d'origine, appelé plus généralement commune d'origine, parfois commune de bourgeoisie ou plus simplement l'origine (en allemand : Heimatort ou Bürgerort ; en italien : luogo di attinenza ; en romanche : lieu d'origin), est la commune dont chaque citoyen suisse est déclaré ressortissant. Il est lié à la notion de droit de cité.

## Histoire
Les roturiers se voient attribuer une commune d'origine à partir du milieu du XVIIIe siècle. Celle-ci correspond en général au lieu où résidait le chef de famille.

## Aspects légaux

### Définition
Le Code civil suisse dispose que « l'origine d’une personne est déterminée par son droit de cité », autrement dit l'origine (en allemand Heimat) est déterminée par la commune où un citoyen suisse a le droit de cité. La notion de lieu d'origine est toutefois limitée (en droit interne) aux personnes physiques et n'est pas applicable aux personnes morales,.
L'origine d'une personne fait partie intégrante de son statut, au même titre que son domicile, son état civil (célibataire, mariée, divorcée, veuve), sa parenté et son nom. « L’origine ... souligne l’appartenance d’une personne à une collectivité publique » (commune, canton et Confédération). Le lieu d'origine au sens du droit suisse ne doit pas être confondu avec le lieu d'origine au sens du droit international privé.
La notion de droit de cité est liée au droit public communal, cantonal et fédéral. Le droit de cité fédéral est plus connu sous le terme de nationalité suisse ; les droits de cité cantonal et communal sont réglés par le droit cantonal.
Dans le cas d'une personne apatride, par définition sans lieu d'origine au sens légal, le domicile est utilisé en lieu et place du lieu d'origine pour l'application du droit interne ; il en va de même pour une personne réfugiée (à la différence près qu'elle a toujours sa nationalité).

### Lieux d'origine multiples
Il est possible pour un citoyen suisse d'avoir plusieurs droits de cités cantonaux et communaux,, par exemple un citoyen peut être à la fois citoyen de Sargans dans le canton de Saint-Gall et du Grand-Saconnex dans le canton de Genève. Pour acquérir un nouveau droit de cité communal, il faut toutefois déjà posséder ou d'abord obtenir le droit de cité du canton concerné. Dans certains cantons, comme dans celui de Bâle-Ville, il faut abandonner ses anciens droits de cité pour en acquérir un nouveau.
Si le domicile (au sens de l'article 23 du Code civil) coïncide avec un des lieux d'origine, le lieu d'origine applicable est le lieu de domicile. Dans le cas où ces deux lieux ne coïncident pas, le lieu d'origine acquis en dernier est applicable ; si une personne suisse née citoyenne de Berne acquiert le droit de cité de Sion et vit par la suite à Genève, elle est considérée comme originaire de Sion.

### Mariage et filiation
Jusqu'en 1988, le mariage entraîne pour l'épouse d'un citoyen suisse la perte de son lieu d'origine, remplacé par celui de son époux. De 1988 à 2012, l'épouse conserve son lieu d'origine mais acquiert en sus celui de son époux. Depuis le 1er janvier 2013, le mariage de deux citoyens suisses ne change pas les droits de cité de ces derniers.
Dans le cas d'un enfant né de deux parents suisses mariés, l'enfant acquiert les droits de cité cantonal et communal du parent dont il prend le nom.
Les enfants à qui il transmet son nom, quel que soit leur lieu de naissance, obtiendront également à leur naissance ce lieu d'origine de leurs ancêtres.

### Protection de l'adulte
Dans le droit de la protection de l'adulte, les cantons peuvent, à certaines conditions, décréter que l'autorité de protection de l'adulte de la commune d'origine de la personne sous curatelle est compétente.

### Documents d'identité
Selon le droit fédéral, les documents d'identité indiquent le lieu d'origine, en complément des informations de base comme le nom et prénom, la date mais pas le lieu de naissance. 
Le lieu d’origine est aussi mentionné sur les actes de naissance, de mariage et de décès.

### Aide sociale
De 1939 à 2012, les communes d'origine doivent contribuer au financement des prestations sociales versées à leurs ressortissants. 

## Acte d'origine
L'acte d'origine est un document essentiel en droit suisse, puisqu'il établit que son titulaire est ressortissant d'une commune et d'un canton et qu'il est donc ressortissant suisse. En Suisse, l'expression « originaire de... » est un terme légal conforme à l'état civil, alors que dans les autres pays, il revêt un caractère indicatif et informel.[réf. nécessaire]
Il est possible de posséder plusieurs lieux d'origine, en fonction de ses ascendants ou par obtention volontaire du droit de bourgeoisie dans d'autres communes. À cet égard, un citoyen suisse d'un canton déterminé peut se naturaliser dans un autre canton s'il remplit les conditions cantonales et communales, notamment en matière de durée de résidence. Si la loi de son canton d'origine le permet, il pourra conserver les deux lieux d'origines et les citoyennetés cantonales associées, et les transmettre à ses descendants.[réf. nécessaire]
Naissances, mariages et décès sont enregistrés non seulement au lieu où réside la personne mais aussi au lieu d'origine. Ce lieu d'origine était doté d'un registre des familles qui a été remplacé par des registres informatisés appelés INFOSTAR. Pour le temps de son séjour, un citoyen suisse dépose « ses papiers d'origine » à l'administration communale de son domicile ou au consulat suisse dans l'arrondissement duquel il réside.

## Bourgeoisie et origine
Le lieu d’origine est une commune politique, et non une bourgeoisie, ou « commune bourgeoise ».
L’histoire des bourgeoisies en Suisse remonte au Moyen-Âge et désigne d’abord les habitants d’une ville. Après la Révolution française apparaissent deux types de communes : la commune politique (ou commune d'habitants, de l'allemand Einwohnergemeinde) composée de l'ensemble des citoyens vivant sur la commune et chargée des droits politiques, et la commune bourgeoise composée des anciens bourgeois et chargée de l'administration des biens communaux (forêts, prés et alpages) ou servant d'institution d'aide sociale (dite aussi assistance).
Au XXe siècle, on ne distingue plus dans le canton de Genève entre commune politique et bourgeoisie communale. Cependant dans la plupart des cantons on « distingue encore entre bourgeoisie, commune politique, scolaire, ecclésiastique, etc. ». Le lieu d’origine est en général distinct de la bourgeoisie, qui est juridiquement une corporation de droit public. En 1988, une quinzaine de cantons indiquent l'existence des communes bourgeoises dans leur constitution cantonale. Par exemple, il y a en 2017 140 bourgeoisies en Valais.